# Уккел
У́ккел (нидерл. Ukkel МФА: [ˈʏkəl]о файле) или Юкль (фр. Uccle [ykl]) — одна из девятнадцати коммун, образующих в совокупности Брюссельский столичный регион. Уккел расположен в южной части брюссельской агломерации. Население коммуны — 83.631 человек (2020). Уккел — вторая по площади коммуна Брюссельского столичного региона, после Города Брюсселя. По численности населения Уккел занимает четвёртое место.
Уккел является «наукоградом»: на его территории расположены Королевский метеорологический институт, Королевская обсерватория Бельгии и Королевский институт атмосферы. В честь Уккела назван астероид (1276) Укклия, открытый 24 января 1933 года бельгийским астрономом Дельпорт в местной обсерватории.
При этом, из-за низкой плотности застройки, зелени и высоких цен на жильё, считается одним из самых престижных районов Брюсселя. Значительную часть коммуны занимают частные дома с участками и садами, при очень незначительном количестве многоквартирных домов и социального жилья.
В Уккеле находится российское посольство в Бельгии. 
Уккел граничит со следующими коммунами (по часовой стрелке): Форе, Иксель, Город Брюссель, Ватермаль-Буафор, Синт-Генезиус-Роде, Линкебек, Дрогенбос, Берсел (первые четыре коммуны — брюссельские, остальные — фламандские).

## История[3]
Первое историческое упоминание Уккела относится к 1105 году Коммуна Уккел возникла в 1795 году. Период бурного развития Уккела приходится на XIX век. Количество жителей увеличилось с 3091 в 1815 году до 19697 в 1903 году. Развитие Уккела обусловлено тем, что через него проходили две экономически важные дороги: в Шарлеруа и Брен-л'Аллё.

## Достопримечательности

### Парки и леса
Уккел — одна из самых зелёных коммун Брюсселя, на его территории расположено много парков и садов, самый известный из них — Форе-де-Суань/Зониенвауд. Часть Уккела сохранила характер сельской местности со свободным пространством и сельскими усадьбами.

### Архитектура

#### Храмы
- Православная церковь Иова Многострадального. Церковь была построена в 1936—1960 годах по проекту Николая Исцеленнова (Nikolai Ivanovich Istselenov (1891-1981)) для русской общины Уккела, состоявшей из эмигрантов первой волны (покинувших Россию во время революции и гражданской войны). Церковь расположена на улице нидерл. Frélaan.
- Церковь Св. Петра, расположенная в старом центре коммуны. Нынешнаяя церковь была построена в 1778—1782 годах в стиле неоклассицизма на месте старой, романской церкви архитектором Клодом Фиско (Claude Fisco). В 1937 году церковь была расширена. Убранство церкви включает картины XVI—XVII веков и мебель XVIII века.
- Капелла Богоматери-в-беде (нидерл. Onze-Lieve-Vrouw ter Nood). Предположительно она была основана в XV веке, но нынешний облик капелла приобрела в XVII веке. Капелла расположена на улице нидерл. Stallestraat, 50.

## Транспорт
На территории Уккеля расположены четыре железнодорожные станции:
- На линии 124 Брюссель-Шарлеруа: Уккел-Калевут (фр. Uccle-Calevoet, нидерл. Ukkel-Kalevoet) и Уккел-Сталле (фр. Uccle-Stalle, нидерл. Ukkel-Stalle)
- На линии 26 Схарбек-Халле: Мунсберг (фр. Moensberg, нидерл. Moensberg) и Сен-Жоб/Синт-Йоб (фр. Saint-Job, нидерл. Sint-Job)

Уккел обслуживают трамвайные маршруты 92, 55, 4, 23, 24, 97, 51 и большое количество автобусных маршрутов.

## Спорт
В Уккеле расположен Немо 33 — глубоководный бассейн для рекреационного подводного плавания.